# 混合堅果
〈ミックスナッツ〉(英文：Mixed Nuts，中文直譯為混合堅果)，是日本樂團Official髭男dism於2022年4月15日由IRORI Records發行的第七張數位限定單曲。這首歌是電視動畫『SPY×FAMILY』的第一季片頭曲。

## 製作
在拍攝完專輯《Editorial》的主打曲〈アポトーシス(細胞凋亡)〉MV的深夜，第一批試聽帶完成，其中包括了另一首歌曲的前奏部分和這首歌的原始試聽音源。
樂團成員是『SPY×FAMILY』原作的粉絲，在錄音期間，工作人員聽到他們閒聊談到「如果這部漫畫被改編成動畫就太棒了」，於是告知了樂團成員有關動畫化的消息，他們便自願表示「我們一定要創作這部的歌曲」。

## 發行
專輯封面的藝術作品由森本千繪負責設計。
2022年3月18日，宣布這首歌將成為電視動畫《SPY×FAMILY》的主題曲，並且公開了使用本歌曲的動畫預告片。隨後在同年4月9日首播後，宣布這首歌將作為數位限定單曲，於2022年4月15日發布。

## 歌詞和音樂性
作家満島エリオ在『Real Sound』的文章中提到，關於這首歌的氛圍，他寫道：「從歌曲開始的一瞬間起，就彷彿被音樂的洪流所吞沒。」他指出，這首歌正是反映了洛伊德(黄昏)那瞬息萬變的日常生活。
満島對每個歌詞部分都進行了分析。他指出，第一段描述了動畫外在的熱鬧氛圍，而第二段則展現了三人細膩的內心情感，音樂的氛圍也隨之變得更加柔和。在第二段中也他們展示了曾經被社會排斥的經歷，並呈現彼此依偎的場景。儘管他們試圖以「花生」這一形象偽裝成為社會中的一部分，但在第三段中明確唱出「沒有什麼是普通的，沒有什麼是正確的Life」，這表明他們儘管現在是一個臨時家庭，但也暗示他們最終有可能會成為真正的家庭。滿島認為，這正是歌曲的深層含義。

### 歌名
「混合堅果」這個歌名的靈感來自於作品中主要角色之安妮亞的最喜歡的食物──花生。與其他堅果不同，花生是生長在地底的。這個名字象徵著安妮亞，以及和她一起共同生活的頂尖間諜「黃昏」洛伊德和刺客約兒。

### 軼聞
在歌曲的約0:12秒處，有一長聲嚎叫，為主唱藤原聰當時在向大輔傳達吉他應該怎麼彈，然而錄製的時候錄的不是很順利，於是就發出"啊啊啊啊啊啊"的叫聲，而人聲音軌剛好開著，就直接被採用了。擷取自2022年5月3日 FM802 HOLIDAY SPECIAL LANTERN JAM TIMES SPIN OFF的廣播內容。

## MV
監督：新保拓人 / 製作：FIRSTORDER
- 2022年4月15日，這首歌曲的MV在YouTube上公開。影片中，團員們變身成各種不同的形象，並且南琴奈（日语：南琴奈）、野村啓介、野村啓介（日语：野村啓介）也有參與演出。
- 2023年7月，MV在YouTube的累計觀看次數已超過1億次。這成為了該樂團第7首在YouTube上觀看次數超過1億次的MV。

## 商業表現
2022年5月18日公開的Billboard JAPAN綜合榜「Billboard Japan Hot 100」中，首次獲得了第一位。之後，7月6日、7月13號公開的排名中再次獲得第一位，總共三次第一位。
USEN MUSIC AWARD 2022的『2022 年度 USEN HIT J-POP 排行』獲得第一位。
2022年度的「Oricon年度數位單曲排行」第2位、「Oricon年度串流媒體排行」第4位。
2023年『第37回 日本金唱片大賞』的「串流年度歌曲」邦樂部門、「串流媒體的最佳5首歌曲」,「年度最佳下載歌曲」邦樂部門、「下載的最佳3首歌曲」數位部門獲得4冠。
2023年12月、2023年度的MPA賞熱門歌曲賞（JASRAC）獲賞。
2024年4月3日，該歌曲在Billboard JAPAN的串流媒體累積播放次數超過5億次。

### 認證
|                            | 認證 (RIAJ) | 單位          |
| -------------------------- | ----------- | ------------- |
| 下載                       | 白金        | 25萬下載      |
| 串流媒體                   | 三白金      | 3億次播放次數 |
| *僅基於認證的下載/播放次數 |             |               |

## 翻唱
- Hello, Happy World!［弦卷心（伊藤美來）］ - 2022年11月30日在手機遊戲『BanG Dream! 少女樂團派對』追加收錄，於2024年10月30日在《BanG Dream! 少女樂團派對！翻唱曲合輯Vol.9》收錄完整版。[20]